# Valparaiso (Indiana)
Valparaiso é uma cidade localizada no estado americano de Indiana, no Condado de Porter.

## Demografia
Segundo o censo americano de 2000, a sua população era de 27.428 habitantes.
Em 2006, foi estimada uma população de 29.516, um aumento de 2088 (7.6%).

## Geografia
De acordo com o United States Census Bureau tem uma área de
28,4 km², dos quais 28,2 km² cobertos por terra e 0,2 km² cobertos por água. Valparaiso localiza-se a aproximadamente 229 m acima do nível do mar.

## Localidades na vizinhança
O diagrama seguinte representa as localidades num raio de 16 km ao redor de Valparaiso.